# 한국경제교육협회
한국경제교육협회(韓國經濟敎育協會, Korea Association of Economic Education)는 대한민국 경제교육의 방향을 점검하고 민간영역에서의 경제교육 활성화를 위한 기반을 닦기 위해 설립된 사단법인이다. 대한민국 기획재정부의 지정을 받아 경제 교육을 주관적으로 맡은 기관이다.

## 설립 근거
- 경제교육지원법[3]

## 연혁
- 2008년 12월 5일 한국경제교육협회 설립. 초대 황영기[4] 회장 및 박상득 사무총장 선임
- 2009년 1월       경제교육지원법 국회 본회의 통과
- 2009년 11월       제2대 이석채[5] 회장 취임
- 2009년 12월       청소년경제신문 “아하경제” 창간
- 2010년 3월       KT, 포스코경영연구소를 신규이사로 선임
- 2010년 12월       신용회복위원회를 신규이사로 선임
- 2011년 3월       상호저축은행중앙회를 신규이사로 선임
- 2011년 4월       전국지역경제교육센터협의회 발족
- 2012년 5월       제3대 박병원[6] 회장 취임

## 주요 업무
- 경제교육 기반 조성에 관한 사업
- 주관기관의 구성원의 상호협력과 조정에 관한 사항
- 주관기관의 구성원이 추진하는 경제교육을 지원하는 사업
- 경제교육을 활성화하기 위하여 기획재정부장관 등 중앙행정기관의 장이 위탁하는 사항
- 그 밖에 경제교육을 활성화하기 위하여 필요한 사항

## 조직

### 회장
- 자문위원회

### 감사

#### 사무총장
- 정책자문위원회
  - 정책지원센터
  - 연구지원센터
  - 정책자문위원회 (경제분과, 금융분과, 교육분과)

##### 기획조정실
- 경영기획팀
- 전략사업팀
- 연구개발팀

## 지역경제교육센터
- 강원경제교육센터[7]
- 충북경제교육센터[8]
- 층남경제교육센터[9]
- 대전경제교육센터[10]
- 전북경제교육센터[11]
- 전남경제교육센터[12]
- 광주경제교육센터[13]
- 대구경북경제교육센터[14]
- 경남경제교육센터[15]
- 부산경제교육센터[16]
- 제주경제교육센터[17]

## 회원사
- 기획재정부
- 교육부
- 산업통상자원부
- 고용노동부
- 공정거래위원회
- 금융위원회
- 한국은행
- 한국소비자원
- 예금보험공사
- 전국경제인연합회
- 전국은행연합회
- 전국투자자교육협의회
- 대한상공회의소
- 한국무역협회
- 금융투자협회
- 생명보험협회
- 손해보험협회
- 여신금융협회
- 저축은행중앙회
- 한국경제학회
- 한국경제교육학회
- 한국경쟁법학회
- 한국교원단체총연합회
- 청소년금융교육협의회
- KT
- 포스코경영연구소
- 한국소비자단체협의회
- 한국소비자학연합회
- 금융감독원
- 신용회복위원회
- 한국개발연구원

## 사건·사고 및 논란

### 국고보조금 36억원 횡령
2014년 2월 5일 경찰청 지능범죄수사대에 따르면 한국경제교육협회 간부가 수십 억 원 규모의 정부 보조금을 횡령한 의혹이 드러나 경찰이 수사에 나섰다. 한국경제교육협회는 2010년부터 국정감사에서 단골로 지적되어 왔다, 지난 2010년 이용섭 민주통합당 의원은 기획재정위원회 국정감사에서 “정권 실세가 주도한 ‘한국경제교육협회’에 정부 예산 91억원을 특혜 지원했고 2011년에도 100억원 지원키로 했다”고 지적한 바 있다. 한국경제교육협회는 2013년까지 271억원의 정부 예산을 지원받았다.
2013년 국정감사에서는 경제교과서의 검정 과정에 재계의 편향된 입장을 대변해 온 것으로 지적되기도 했다. 당시 국정감사에서 이종걸 민주통합당 의원은 “한국개발연구원(KDI) 검정 경제교과서 배후에 재계의 편향된 입장을 대변하는 단체가 있다”며 “‘아하경제’라는 신문을 만들었던 한국경제교육협회에 참여한 기획재정부, 한국경제교육학회, 한국개발연구원의 소속원들이 모든 과정을 주도했다”고 말했다.
2014년 3월 18일 경찰청 지능범죄수사대는 사단법인 한국경제교육협회 간부가 수십억원대의 정부보조금을 횡령한 의혹과 관련하여 2월 말 한국경제교육협회, 용역업체 등에 대한 압수수색을 진행했다고 전했다. 경찰은 지난 1월 감사원으로부터 한국경제교육협회 간부가 정부보조금을 빼돌린 혐의에 대해 수사의뢰를 받아 수사를 벌여 왔다고 설명했다. 경찰에 따르면 한국경제교육협회 간부는 용역업체에 지급한 대금을 부풀리는 수법으로 지난 5년 동안 정부로부터 지급받은 270억원 중 일부를 빼돌린 혐의를 받고 있으며 경찰조사 결과 횡령액수는 당초 감사원이 수사를 의뢰하면서 밝힌 액수보다 더 많은 것으로 드러났다.
이에 대해 경찰 관계자는 "수사가 마무리되는대로 횡령에 연루된 관계자들에 대해 구속영장을 신청할 계획"이라고 전했다.
한편, 한국경제교육협회는 2009년 10억7000만원, 2010년 80억4000만원, 2011년 75억 원, 2012년 70억원 등 5년동안 271억원의 국가보조금을 받아온 것으로 알려졌다.
같은 날 기획재정부는 고위 간부의 보조금횡령의혹을 받고 있는 한국경제교육협회에 대해 올 들어 정부지원을 중단했으며 감사원 감사와 경찰 수사 결과 따라 필요한 모든 조치를 취하기로 했다. 기획재정부 고위관계자는 이날 아시아경제와의 통화에서 "혐의가 확정돼서 할 수 있는 조치와 확정되지 않고도 할 수 있는 조치 등에 대해서 다각적으로 검토 중"이라면서 "현재는 일체의 정부지원을 중단하고 감사원 지적과 여러 의혹에 대한 소명을 기다리고 있다"고 말했다. 이어 "개인의 횡령의혹이 있다고 해서 협회에 대한 조치를 취할 수는 없다는 게 자문변호인단의 조언"이라면서 "감사원 감사와 경찰의 수사를 통해 국가보조금이 횡령된 의혹이 사실로 드러나면 관계법에 따라 필요한 모든 조치를 취할 예정"이라고 말했다.
2014년 4월 25일 기획재정부는 경제교육지원법에 따라 경제교육주관기관을 지정하기 위해 이날부터 2014년 5월 7일까지 12일간 기관 공모를 실시한다고 밝혔다. 한국경제교육협회는 설립이후 2008년 황영기 전 KB금융지주회장이 초대회장에 선임됐고, 이석채 전 KT회장, 박병원 전 대통령비서실 경제수석비서관이 회장직을 이어받는 등 이명박 전 대통령 측근이 회장에 선임돼 국정감사 때마다 특혜논란이 있어왔으며 한국경제교육협회의 경제교육 주관기관 지정기한은 2014년 5월 말로 종료된다. 경제교육 주관기관이 되기 위해서는 10개 이상의 기관이나 단체가 구성원으로 참여해야 하며, 주관기관의 구성원 중 경제교육단체가 절반 이상이 돼야한다. 주관기관의 지정기한은 지정일로부터 2년이다.
이에 대해 기획재정부 고위 관계자는 "한국경제교육협회의 주관기관 지정이 오는 5월말에 기한만료되기 때문에 사전에 공모작업이 시작되는 것"이라며 "횡령문제와 공모는 별개"라고 설명했다. 기획재정부는 횡령사건 수사 이후 한국경제교육협회에 대한 정부지원을 중단한 상황이지만 주관기관 지정철회 등의 조치는 하지 않고 있다.
2014년 5월 7일 서울중앙지방검찰청 특수3부(문홍성 부장검사)는 한국경제교육협회의 발간물 용역업체 선정과 관련해 뒷돈을 받은 혐의(배임수재)로 한국경제교육협회 박상득(52) 전 사무총장을 구속기소했다고 밝혔다. 검찰에 따르면 박상득 전 사무총장은 한국경제교육협회가 청소년경제신문 '아하경제' 등의 용역수주에 편의를 봐달라는 청탁과 함께 출판업자 이모씨로부터 2010년 4월부터 2013년 5월까지 56차례에 걸쳐 1억5천680만원을 받은 혐의를 받고 있다. 박씨는 사무총장 재임시 용역업체를 선정하는 과정에 공모 등을 통한 투명한 절차를 밟지 않고 장기간 뒷돈을 받아온 것으로 조사됐다. 앞서 한국경제교육협회 간부들의 비리 의혹에 대해 감사원의 수사의뢰를 받은 경찰은 먼저 혐의점이 드러난 박씨를 구속해 검찰에 송치했다.
검찰은 횡령 의혹에 대한 경찰의 추가 수사 결과에 따라 다른 관련자들도 사법처리할 방침이다. 2013년까지 한국경제교육협회가 받은 보조금은 270억여원에 달한다. 기획재정부와 산업통상자원부, 교육부를 비롯해 전국경제인연합회, 전국은행연합회 등 회원사로부터 회비도 걷어 운영하는 것으로 전해졌다.
2014년 6월 16일 경찰청 지능범죄수사대는 거액의 국고보조금을 횡령한 혐의로 한국경제교육협회 박상득 사무총장을 구속하고, 같은 단체 기획조정실장 허모씨(48·여) 등 19명을 불구속 입건했다. 허씨 등은 지난 2010년부터 2014년까지 청소년 경제교육사업 명목으로, 기획재정부에서 지원받은 270억 원 가운데 36억 원을 빼돌린 혐의를 받고 있다. 허씨는 남편 방모씨가 대표로 있는 회사에 청소년경제신문 제작 업무를 몰아준 뒤, 인건비를 부풀리거나 허위로 용역비를 청구해 예산을 횡령한 것으로 조사됐으며 한국경제교육협회 박상득 사무총장은 허씨가 수의계약을 맺도록 묵인한 대가로, 3년 동안 1억 6천여만 원을 상납받은 것으로 드러났다.
경찰청 지능범죄수사대에 따르면 경찰은 지난 1월 중순 감사원으로부터 한국경제교육협회에서 경제교육지원사업 명목으로 교부받은 국고보조금을 횡령한 것으로 의심된다는 제보를 입수했다. 경찰은 자료 분석 결과, 한국경제교육협회 기획조정실장 허모씨(48,여)가 자신의 남편인 방모씨(51세)와 이모씨(52세)가 공동대표로 있는 A社에 수의계약을 몰아주고 국고보조금을 빼돌린 혐의점을 포착한 후 수사에 착수했다.
수사 결과 한국경제교육협회 및 A社하청업체에 대한 압수수색 및 관련 계좌.장부분석을 통해 한국경제교육협회 기획조정실장 H씨가 기획재정부로부터 5년간 270억원의 보조금을 지원받아 청소년경제교육사업을 주관하면서, 자신의 남편인 B씨와 남편의 대학동문인 L씨가 공동대표로 있는 A社에 아하경제신문 제작 등 경제교육지원사업을 몰아주고 허위직원 급여, 용역비 부풀리기 등의 수법으로 총36억원의 국고보조금을 빼돌린 혐의를 적발, H씨, B씨, L씨 3명을 모두 특정경제범죄가중처벌에관한법률위반(횡령) 혐의로 입건했다.
A업체로부터 발주 사업 수주를 도와달라는 청탁과 함께 1억6000여만원을 상납 받은 한국경제교육협회 박상득 사무총장은 배임수재 혐의로 지난 4월 구속됐다. 상납에 사용된 자금은 경제교육신문 “아하경제”의 발송용역비를 부풀려 하청업체로부터 빼돌린 국고보조금으로 조성한 것으로, 한국경제교육협회 기획조정실장 H씨의 지시에 의해 A社 공동대표 B씨가 횡령금을 인출, L씨를 통해 전달된 것으로 확인됐으며, 경찰이 압수한 L씨의 수첩에는 '돈은 먹는 놈이 임자다'라는 메모가 발견됐다. 경찰은 이외에도 국고보조금 횡령에 가담한 한경협 연구개발팀장 Y씨, A社의 하청 업체 대표 K씨 및 J씨, 횡령에 사용된 차명계좌 제공자 C씨 등을 포함, 총 20명을 입건, 6월 12일 검찰에 송치했다.
경찰은 이들이 기획재정부 경제교육 담당 공무원들에게 현금 수십만 원을 건네고, 고가의 한우·굴비 세트도 수차례 선물한 사실을 파악해 공무원 12명을 징계 통보했다.